# Otodrom Istanbul Park
Le circuit d'Istanbul Park est un circuit automobile situé à Tuzla, à une quarantaine de kilomètres à l'est d'Istanbul en Turquie, à proximité de la route qui relie la ville à la capitale du pays, Ankara. Construit dans l'optique d'accueillir le Grand Prix automobile de Turquie, il est inauguré le 21 août 2005. Très apprécié des pilotes, le Grand Prix n'attire pas beaucoup de monde et le gouvernement stoppe les subventions, mettant fin au Grand Prix de Turquie en 2011.
Il a accueilli en 2005 et 2006 les 1000 kilomètres d'Istanbul.
En 2015, un concessionnaire automobile loue le circuit pour dix ans, alors que le circuit a coûté plus de 290 millions d'euros à construire,.

## Tracé

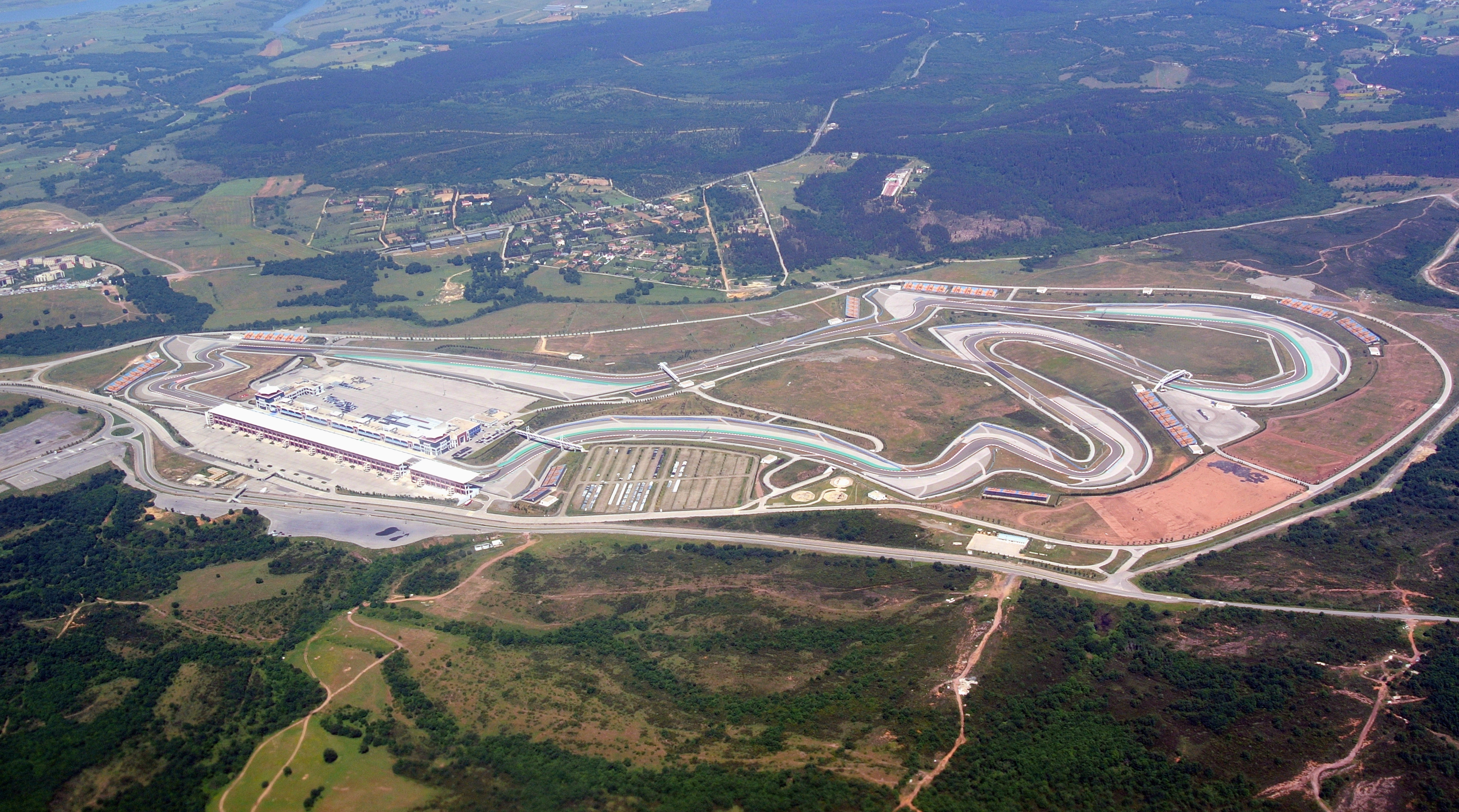
Vue aérienne du circuit

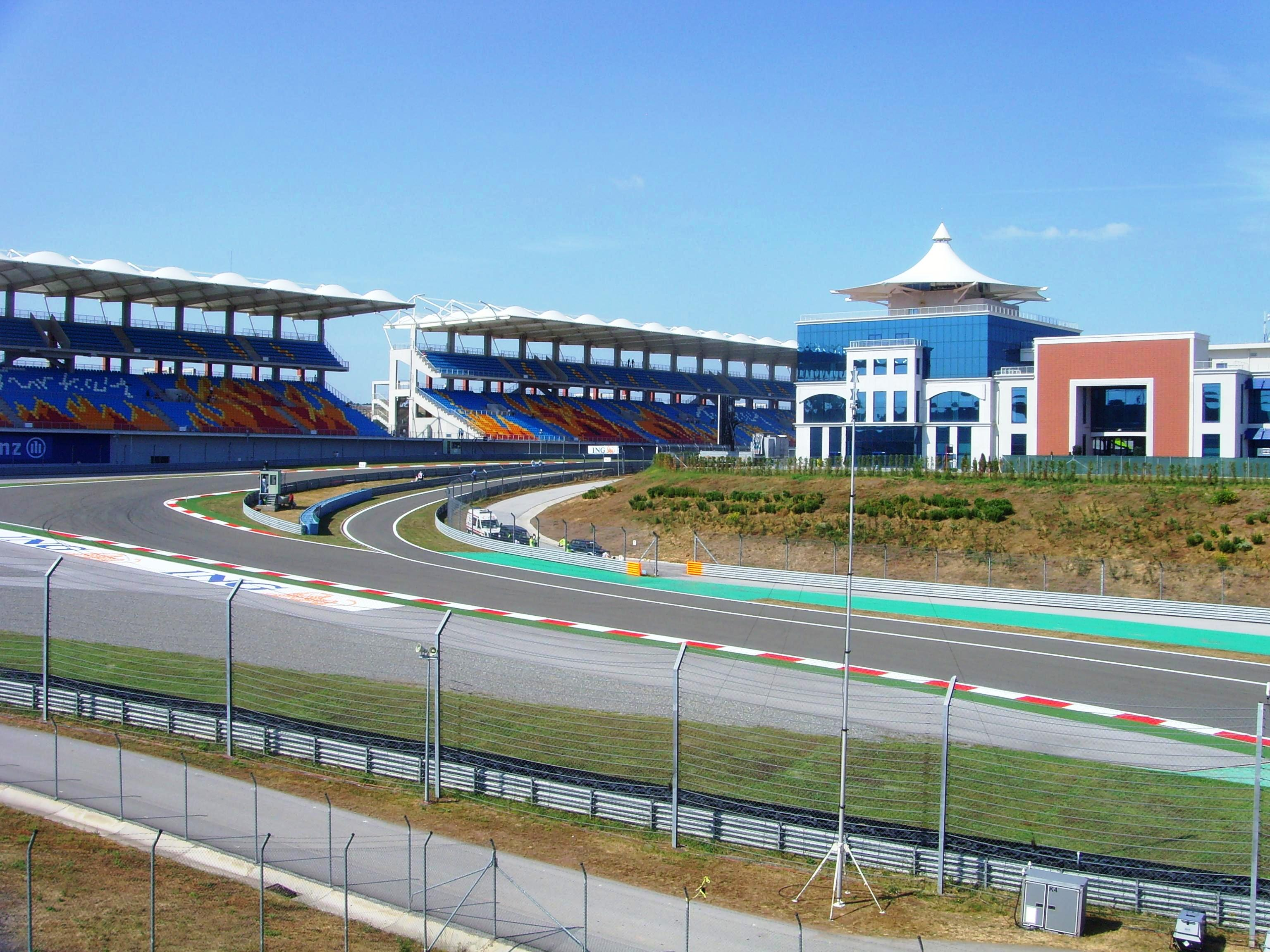
Le premier virage du circuit et la sortie des stands

Le circuit d'Istanbul Park est l'un des rares circuits à tourner dans le sens inverse des aiguilles d'une montre avec Marina Bay (Singapour), Yeongam (Corée du Sud), São Paulo (Brésil), Austin (États-Unis) et Yas Marina (Abou Dabi). Il est long de 5,338 kilomètres pour une largeur moyenne de 15 mètres (de 14 à 21,5 mètres). La tribune principale offre une capacité d'accueil de 25 000 spectateurs. Par ailleurs, des points de vue naturels et des tribunes provisoires offrent une capacité totale d'accueil de 155 000 spectateurs.
Comme la plupart des circuits ajoutés au championnat du monde ces dernières années, le circuit a été dessiné par l'architecte allemand Hermann Tilke.
La principale caractéristique du circuit est le virage 8 : un quadruple gauche pris à une vitesse moyenne d'environ 270 km/h. Il est très vite devenu un des virages les plus réputés de la Formule 1 actuelle, certains spectateurs n'hésitant pas à le placer au même niveau que certains virages célèbres comme l'Eau Rouge à Spa-Francorchamps ou le 130R à Suzuka. Ce virage est repris par la suite dans le circuit des Amériques à Austin, dessiné par le même Tilke, qui avoue s'être inspiré du circuit turc.
Un autre virage important est le virage 1, un virage à gauche en descente immédiatement après la ligne droite des stands. Sa caractéristique est qu'il est situé au cœur d'un dénivelé et que par conséquent les pilotes, au moment de l'aborder, ne le voient pas vraiment, ce qui lui vaut le surnom de Turkish Corkscrew (littéralement, tire-bouchon turc) en référence au célèbre Corkscrew du circuit de Laguna Seca.
Le circuit dispose également d'une ligne droite longue d'environ 1,25 km où les pilotes atteignent des vitesses approchant les 310 km/h. Dans celle-ci s'est notamment produit, en 2010, un accrochage impressionnant entre les deux pilotes Red Bull Racing Mark Webber et Sebastian Vettel qui tentait un dépassement sur l'Australien alors en tête du Grand Prix.
En 2020, un Grand Prix de Turquie est organisé sur le circuit pour pallier le retrait de nombreux autres circuits à cause de la pandémie de Covid-19 ; il est ensuite ajouté au championnat 2021 pour pallier l'annulation du Grand Prix du Canada puis est lui-même officiellement reporté à mi-octobre pour remplacer le Grand Prix d'Australie.

## Palmarès en Formule 1
| Année     | Pilote           | Monoplace                          |           |
| --------- | ---------------- | ---------------------------------- | --------- |
| 2005      | Kimi Räikkönen   | McLaren-Mercedes MP4-20            | Résumé    |
| 2006      | Felipe Massa     | Ferrari 248 F1                     | Résumé    |
| 2007      | Felipe Massa     | Ferrari F2007                      | Résumé    |
| 2008      | Felipe Massa     | Ferrari F2008                      | Résumé    |
| 2009      | Jenson Button    | Brawn-Mercedes BGP 001             | Résumé    |
| 2010      | Lewis Hamilton   | McLaren-Mercedes MP4-25            | Résumé    |
| 2011      | Sebastian Vettel | Red Bull-Renault RB7               | Résumé    |
| 2012-2019 | Non couru        | Non couru                          | Non couru |
| 2020      | Lewis Hamilton   | Mercedes-AMG F1 W11 EQ Performance | Résumé    |
| 2021      | Valtteri Bottas  | Mercedes-AMG F1 W12 E Performance  | Résumé    |

### Classement des pilotes par nombre de victoires
| Nombre de victoires | Pilote           | Années               |
| ------------------- | ---------------- | -------------------- |
| 3 victoires         | Felipe Massa     | - 2006 - 2007 - 2008 |
| 2 victoires         | Lewis Hamilton   | - 2010 - 2020        |
| 1 victoire          | Kimi Räikkönen   | 2005                 |
| 1 victoire          | Jenson Button    | 2009                 |
| 1 victoire          | Sebastian Vettel | 2011                 |
| 1 victoire          | Valtteri Bottas  | 2021                 |

### Classement des écuries par nombre de victoires
| Nombre de victoires | Écurie           | Années               |
| ------------------- | ---------------- | -------------------- |
| 3 victoires         | Ferrari          | - 2006 - 2007 - 2008 |
| 2 victoires         | McLaren-Mercedes | - 2005 - 2010        |
| 2 victoires         | Mercedes         | - 2020 - 2021        |
| 1 victoire          | Brawn-Mercedes   | 2009                 |
| 1 victoire          | Red Bull-Renault | 2011                 |